# Matariki

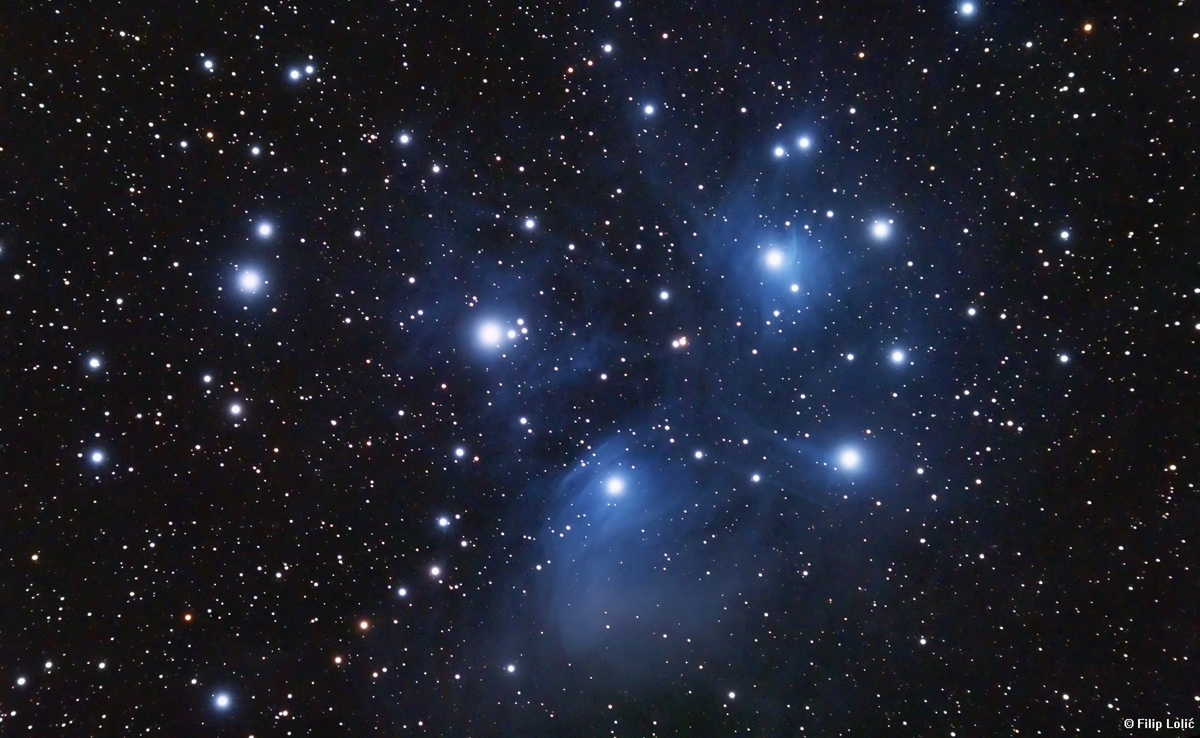
Matariki, el nombre maorí de las Pléyades (en la foto).

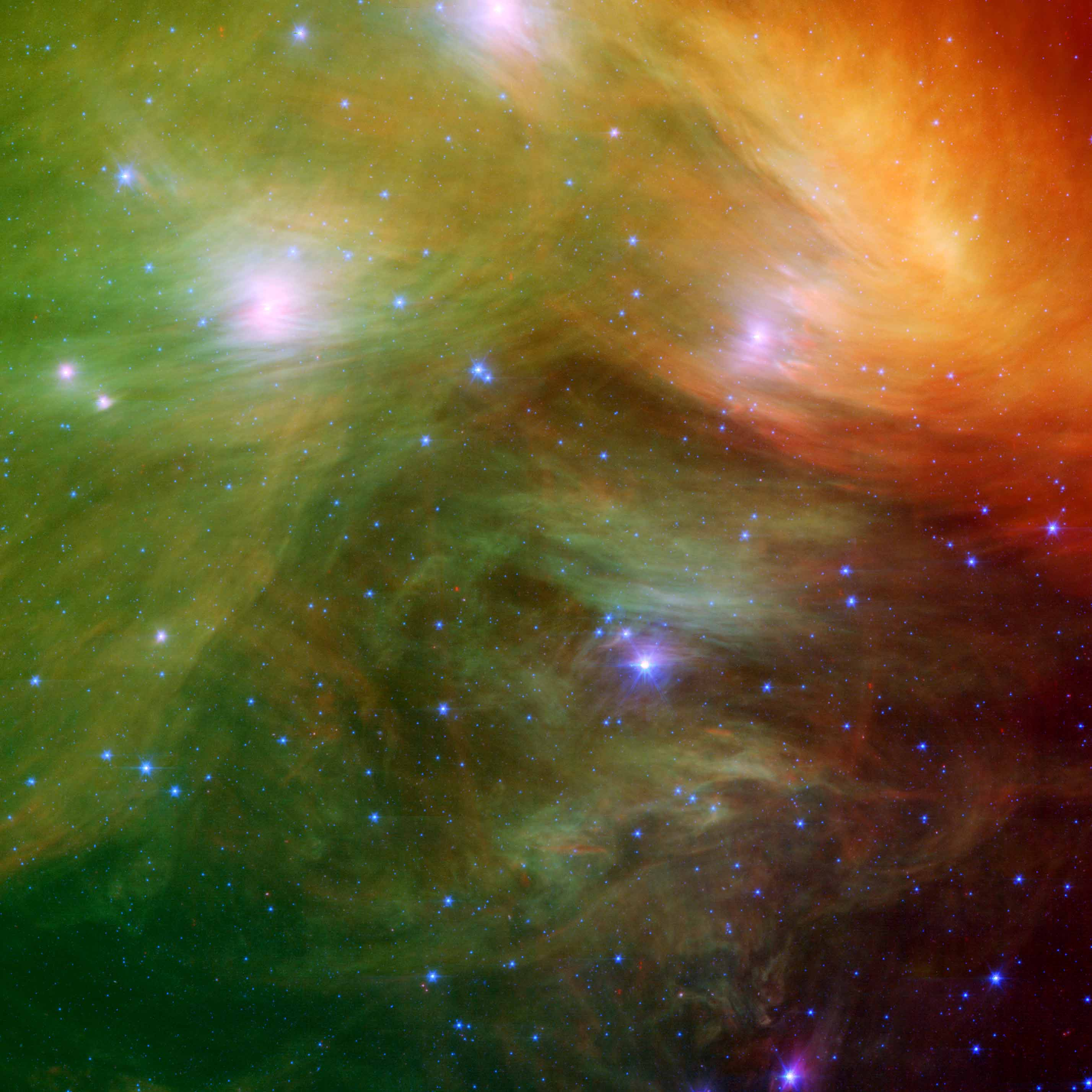
Imagen infrarroja de las Pléyades.

En el idioma maorí, Matariki es tanto el nombre del cúmulo estelar de las Pléyades como también de la temporada de su primer ascenso a finales de mayo o principios de junio. Esto marca el comienzo del nuevo año. Diferentes personas celebran Matariki en diferentes momentos; algunos cuando Matariki sale a fines de mayo o principios de junio, mientras que otros lo realizan en la primera luna llena o en la primera luna nueva después del surgimiento de Matariki.
Matariki es una versión abreviada de Ngā mata o te ariki o Tāwhirimātea, o «los ojos del dios Tāwhirimātea», pero a veces se traduce incorrectamente como «pequeños ojos». Existen palabras similares en la mayoría de las lenguas polinesias, derivadas del protopolinesio, como mataliki, que significa «minuto, pequeño»; El uso del término para el grupo de las Pléyades también es antiguo y viene del Océano Oriental.

## Maorí
El cúmulo estelar fue importante para la navegación y el cronometraje de las estaciones. El primer surgimiento de las Pléyades y de Rigel (Puanga para los maoríes del norte, Puaka para los del sur) ocurre justo antes del amanecer a fines de mayo o principios de junio. El tiempo real para la celebración de Matariki varía, algunos iwi lo celebran de inmediato, otros esperan hasta el amanecer de la próxima luna llena o el amanecer de la próxima luna nueva, y otros usan el surgimiento de Puanga/Rigel.
Tradicionalmente, Matariki era una temporada para celebrar y preparar el suelo para el próximo año. Se hacían ofrendas a los dioses, incluido Rongo, dios de los alimentos cultivados. Esta época del año también fue un buen momento para instruir a los jóvenes en el saber de la tierra y del bosque. Además, ciertas aves y peces eran más abundantes en este momento.
El nombre Matariki se usa también para la estrella central en el cúmulo, junto a las estrellas circundantes llamadas Tupu-ā-nuku, Tupu-ā-rangi, Waitī, Waitā, Waipunā-ā-rangi y Ururangi.

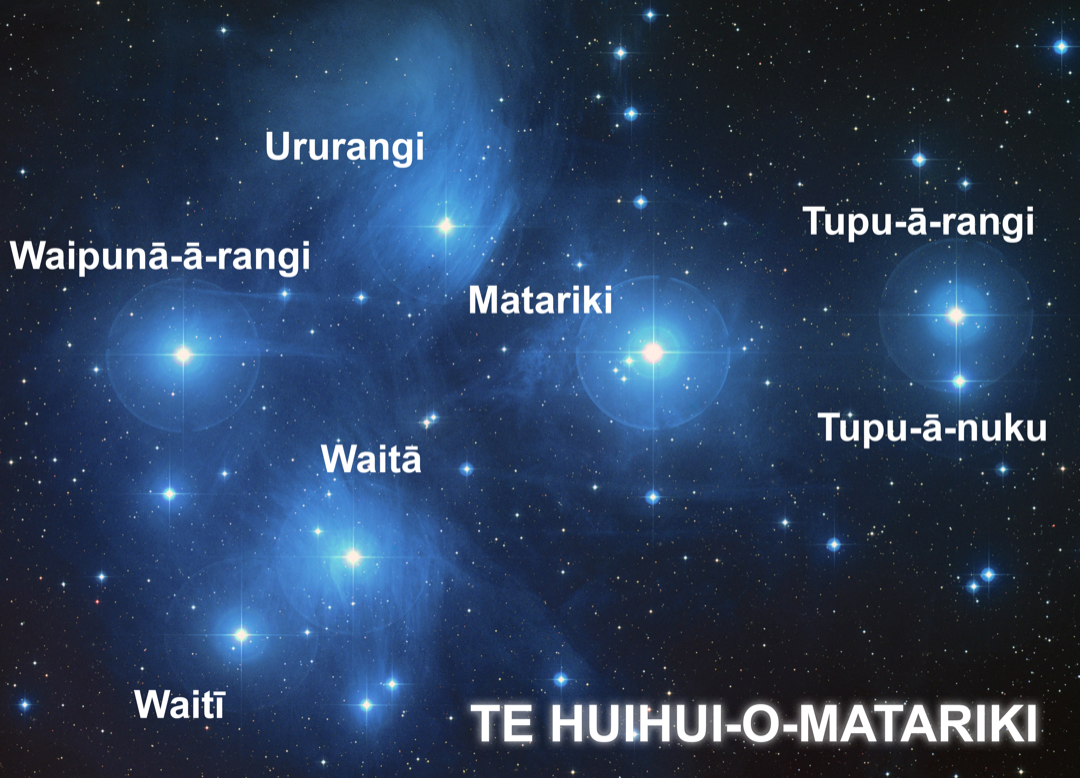
Constelación de Matariki, con nombres de estrellas en el idioma maorí.

## Renacimiento reciente

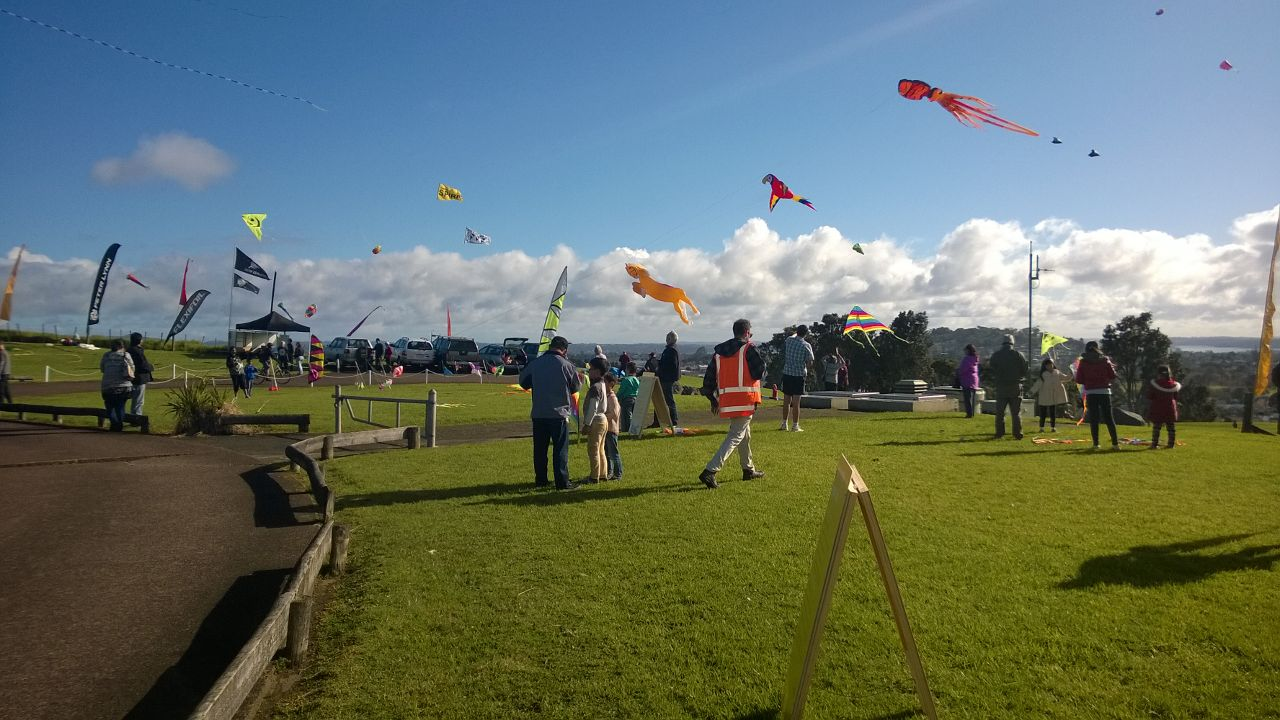
Celebración de Matariki; festival de cometasen Auckland, 2015

En 2001, la Comisión de Lengua Maorí comenzó un movimiento para «reclamar Matariki, o el año nuevo de los Aotearoa del Pacífico, como un foco importante para el resurgimiento de la lengua maorí». Desde entonces, se ha hecho cada vez más común que varias instituciones celebren el Matariki de varias maneras y durante una semana o un mes desde principios de junio hasta finales de agosto.

## Propuestas para convertirlo en feriado nacional
Con un reconocimiento más amplio, ha habido propuestas para hacer de Matariki un feriado oficial en Nueva Zelanda, en particular del proyecto de ley del exmiembro del partido maorí Rahui Katene «Te Ra o Matariki Bill/Matariki Day Bill», extraído de la boleta electoral en junio de 2009.
El proyecto de ley habría fijado la fecha de un día festivo usando la luna nueva en junio; sin embargo, esto se cambió más tarde a la luna nueva del orto helíaco de Matariki cuando el proyecto de ley fue elaborado un mes después y presentado en el Parlamento. El alcalde de la ciudad de Waitakere, Bob Harvey, apoyó el llamado para hacer de Matariki un día festivo para reemplazar el Cumpleaños Oficial de la Reina, junto con el Movimiento Republicano de Aotearoa de Nueva Zelanda, que descubrió que ninguna de las autoridades locales de Nueva Zelanda realizaba celebraciones por el cumpleaños de la reina, pero muchos lo hacían para Matariki. Sin embargo, el proyecto de ley en sí no propuso abolir el cumpleaños de la reina, y fue rechazado en su primera lectura.
Como parte del acuerdo del Partido Nacional-Maorí posterior a las elecciones generales de Nueva Zelanda de 2011, ambas partes acordaron apoyar un «proyecto de ley de patrimonio cultural para reconocer a Matariki/Puanga, y honrar el patrimonio de paz establecido en Parihaka».